# 柴田博
柴田 博（しばた ひろし、1969年1月19日 - ）は、朝日放送テレビ（ABCテレビ）所属のアナウンサー。

## 来歴・人物
神奈川県横浜市の出身で、神奈川県立横浜平沼高等学校への在学中は硬式野球部に所属。野球部の2学年後輩に羽鳥慎一（日本テレビ出身のフリーアナウンサー）がいた。
高校教師・高校野球指導者になることを視野に東京学芸大学を受験するも不合格。1浪を経て早稲田大学教育学部へ入学し、卒業後の1992年に、アナウンサーとして朝日放送に入社した。同期入社には、元アナウンサーの長嶋賢一朗やラジオプロデューサーの戸谷公一などがいる。
本人がしばしばラジオ番組などで語るところによると、「入社試験を受けた際に落ちたと思いこんで、直後に実施された面接を受けずに大阪駅まで戻ったところ、他の受験生から合格していたことを聞かされ急遽とんぼ返り。さらに戻る途中に大阪環状線で乗り間違えた。その体験を面接時に話したところ、面接官がこの話を柴田が創作したネタ話と思い込んだため、内容がうけてABCに入社した」という。
朝日放送への入社当初はスポーツ中継などを担当したが、1990年代半ばからバラエティ番組やラジオのパーソナリティなどで活躍。ABCラジオでは、2002年10月から2018年4月1日まで、日曜10・11時台の生ワイド番組（『柴田博のまっぴるま王子!』 →『ほっとハート!にちよう柴田塾』→『磯部・柴田の日曜のびのび大放送』）で15年半にわたってパーソナリティを担当している。先輩アナウンサーでスポーツ実況未経験者の三代澤康司が2017年6月15日に『ドッキリ!ハッキリ!三代澤康司です』（ABCラジオ）の特別企画「ドキハキ史上最大の作戦　三代澤康司57歳　野球実況に挑戦!」でBASEBALL FIRST LEAGUE・兵庫ブルーサンダーズ対06BULLS戦（アメニスキッピースタジアム）の実況を担当する際には、高校野球中継の実況経験者として、現役のスポーツアナウンサーである中邨雄二（12日放送分の「座学編」）、伊藤史隆（15日放送分の「草野球実況編」）と共に実況の指導役（13日・14日放送分の「街で実況練習編」）を務めた。
ニュース以外の出演番組では、アナウンサーらしからぬ落ち着きのなさや、お笑いタレントに近い天然ボケのリアクションで知られている。若手時代に『ニュースステーション』（テレビ朝日制作）で祇園祭の全国向け中継でリポーターを担当した際には、極度の緊張で頭の中が真っ白になったあげく、生中継にもかかわらずテレビカメラの前でしばらく動かなくなってしまった。
『おはよう朝日です』のレギュラーをいったん離れてからは、前述したラジオの冠番組に加えて、主にニュースを担当。『おはよう朝日です』にも、2017年7月からニュースキャスターとして一時復帰していた。その間に朝日放送アナウンスセンターの主任→課長（2012年4月1日付）→担当部長へ昇進したほか、アナウンスのデスク（勤務管理）業務、新人アナウンサーの研修責任者、朝日放送が関連するイベント・シンポジウムの司会なども務めている。
その一方で、ABCラジオで放送されるニュース以外の番組では、フリートークで前述のキャラクターを発揮。同局で冠番組を持つ桑原征平（関西テレビ出身のフリーアナウンサー）なども、出演番組で柴田の言動をたびたび話題にしている。2014年1月1日には、ABCラジオの自社制作による新年最初の生放送番組『新春スーパーワイド』の第1部「征平・柴田の午年いななきスペシャル～元旦からやかましくてすみません!～」（5:00 - 11:00）で、桑原と共にパーソナリティを務めた。また、生ワイド番組のレギュラーパーソナリティが休演した場合に「代打」（パーソナリティ代理）を務める機会が多いことから、先輩の伊藤史隆・後輩の桂紗綾と並んで「代打の神様」と呼ばれている。
2024年10月からは、朝日放送ラジオで、毎週木・金曜日に『朝も早よから　柴田博です』（早朝5・6時台の生放送番組）のパーソナリティを単独で担当。これを機に、後枠の生ワイド番組（木曜日は『おはようパーソナリティ小縣裕介です』／金曜日は『おはようパーソナリティ古川昌希です』）のニュースキャスターを兼務することになった。

## 現在の出演番組

### テレビ
- ABC NEWS（不定期）

### ラジオ
- ほたるまち発　ひろし・あさおのタビラジ!（2022年3月28日から毎週月曜日の18:30 - 19:00に放送）
  - 高野あさおとのコンビでパーソナリティを担当。
- 朝も早よから　柴田博です（パーソナリティ、2024年10月3日 - ） 
  - 『朝も早よから』シリーズには、過去にも本来のパーソナリティ（中原秀一郎→芦沢誠）に代わって出演したことがあった（当該項で詳述）。
- おはようパーソナリティシリーズ
  - 『おはようパーソナリティ道上洋三です』時代の2009年から、パーソナリティ代理を随時担当している。同番組では、道上洋三（先輩アナウンサー）による2009年・2011年・2016年の夏季休暇中に出演。道上が脳梗塞の発症（2021年9月11日）に伴って出演を見合わせてからも、他のアナウンサーと交互に、2022年2月8日（火曜日）放送分まで7回にわたって代演していた。このような経緯から、「番組45周年記念のテーマソング」として2021年の1月から制作が進められてきた『虹へ』の歌唱レコーディング（2022年3月8日）にも参加した。
  - 2022年3月28日（月曜日）から『おはようパーソナリティ道上洋三です』の月 - 木曜分を引き継いだ『おはようパーソナリティ小縣裕介です』では、パーソナリティの小縣裕介（後輩アナウンサー）が（長らく従事しているスポーツ実況や朝日放送グループの内規との兼ね合いで）祝日や全国高等学校野球選手権大会中継（8月上 - 中旬）の期間中および前後に休演する方針をあらかじめ表明している。このような事情から、同年5月4日（水曜日・みどりの日）以降は、小縣が上記の方針に沿って休演する日にパーソナリティ代理を随時担当。
- ABCニュース
  - 前身の『ABC朝日ニュース』時代には、「ニュースデスク」という肩書で、土曜日午前中のニュースを担当した時期があった。
  - 『朝も早よから　柴田博です』のパーソナリティに就任した2024年10月以降は、木曜日の本番後に『おはようパーソナリティ小縣裕介です』、金曜日の本番後に『おはようパーソナリティ古川昌希です』内で7・8時台のニュースをレギュラーで担当することが決まっている。

以下はいずれも、パーソナリティ代理を随時務める生ワイド番組。
- STAR☆MUSIC☆SUNDAY
  - 日曜午後の生ワイド番組であるため、『磯部・柴田の日曜のびのび大放送』の放送期間中には、同番組に続いて出演することもあった。
- 岩本・西森の金曜日のパパたち
  - 西森洋一（モンスターエンジン）とのコンビで2020年10月から2021年3月までパーソナリティを務めていた『柴田・西森のぼちぼち金曜日』の後継番組で、西森が引き続き出演していることから、「岩本」（後輩アナウンサーの岩本計介）が休演する日に全編へ登場。

入社2年目から5年間は、スポーツアナウンサーとして活動。入社3年目の1994年8月10日には、第76回全国高等学校野球選手権全国大会1回戦・創価対星稜戦のラジオ中継で実況デビューを果たした。2019年には第101回全国高等学校野球選手権大会で活躍選手へのインタビュアーを数試合担当。2022年の第104回全国高等学校野球選手権大会でも再び担当している。

## 過去の出演番組

### テレビ
- おはよう朝日です　
  - 2007年3月までは土曜日のメイン司会や、金曜日のレギュラーを歴任。以降も、「虎鷹大決戦 おはよう朝日ですVSアサデス。KBC」（2003年から2013年まで毎年プロ野球セ・パ交流戦期間中に放送されていた九州朝日放送との相互乗り入れ中継企画）に、「チーム　虎バン主義。」の応援団長として出演していた。また、番組内の罰ゲームで丸坊主を経験している。
  - 2017年7月3日から、月・火・金曜担当のニュースキャスターとして復帰。月・火曜（同年10月以降は火曜）には、当時前枠で放送されていた『おはようコールABC』のスポーツキャスターを兼務していた。2018年3月29日放送分でレギュラー出演を終了してからも、他曜日担当で後輩アナウンサーの藤崎健一郎が他番組のナレーション収録などで出演できない場合に、ニュースキャスター代理を務めていた。
- おはよう朝日・甲子園です（夏季高校野球中継期間中）
- スポーツ実況・中継リポーター（野球など）
- シバ×ロク（土曜日・日曜日）
- 西川きよしのおしゃべりあるき目です
  - 西川が出演したロケパートのナレーターと、「おしゃべりあるき目ですショッピング」で島田のパートナーを務めていた後輩アナウンサー・小寺右子の産前産後休暇入りを機に、2015年8月から出演。ロケパートの収録で西川に同行したり、西川の代役を務めたりしたこともあった。
- きよし・黒田の今日もへぇーほぉー（2016年4月4日 - 2017年9月27日）
  - 西川きよし・黒田有が出演するロケパートのナレーターを担当。ロケパートとは別に収録する「へぇーほぉーテレビショッピング」では、島田珠代と共に進行役を務めた。
- 特選!シバタ座（毎週金曜日11:23 - 11:30）
  - 演劇作品を中心に紹介するミニ番組。
- おはようコールABC（2010年3月29日 - 2020年9月29日）
  - 2017年9月までは月・火曜日、以降は火曜日のスポーツキャスターを担当。2020年には、日本国内で新型コロナウイルスへの感染が拡大していることを背景に、メインキャスターの2班体制を導入したことに伴って、4月15日放送分から水・木曜日のメインキャスターを暫定的に務めていた。
- キャスト金曜日（17時台「井上公造の芸能王」ナレーター）

### ラジオ
- 近鉄バファローズアワー
- 柴田博のまっぴるま王子!（2002年10月12日 - 2006年4月1日） 番組内では「王子」と呼ばれていた。
- ほっとハート!にちよう柴田塾（2006年4月9日 - 2010年4月4日） 番組内では「塾長」と呼ばれていた。
- ニュース探偵局（2008年度）
- 柴田・桜井・やすとものスラスラ水曜日（2009年7月 - 2010年3月）
- 柴田博のプレイボール直前情報（2012年4月 - 7月1日） 日曜日に『ABCフレッシュアップベースボール』として阪神のデーゲームを中継する場合に期間限定で放送された直前番組で、『磯部・柴田の日曜のびのび大放送』に続いて出演。
- ドッキリ!ハッキリ!三代澤康司です（パーソナリティ代理）
  - 2014年には、三代澤が髄膜炎の治療で7月2日・8日・15日放送分を休演したことに伴って担当。三代澤が朝日放送テレビからの定年退職を経てフリーアナウンサーとして出演していた2022年には、第104回全国高等学校野球選手権大会最初の休養日（8月17日）が水曜日であったことから、夏季休暇中の三代澤に代わって平野康太郎（この年に朝日放送テレビへ入社したばかりのアナウンサー）とのコンビで出演した。
- 磯部・柴田の日曜のびのび大放送（2010年4月11日 - 2018年4月1日）
  - 日曜午前の生ワイド番組で、磯部公彦（まるむし商店）と共にパーソナリティを担当。特技であるウクレレの演奏や、ウクレレを弾きながら歌を随時披露するほか、10時台にはウクレレを演奏しながら天気予報を伝えていた。
- 武田和歌子…and music。
  - 自身の冠番組（『まっぴるま王子!』→ 『にちよう柴田塾』→ 『日曜のびのび大放送』）が長年編成されてきた日曜昼前の生ワイド番組枠を2021年10月改編から引き継いでいた武田和歌子（後輩アナウンサー）の冠番組で、武田が体調不良などで出演を見合わせた日にパーソナリティを単独で代行。
- 柴田博のほたるまち旅行社（2011年4月9日 - 2022年3月27日）
- 柴田書店これがオススメ!（2018年4月8日 - 9月30日、毎週日曜日9:30 - 9:35）
  - 柴田とABCアナウンサー（週替わり）がお薦めの本を紹介する番組で、『磯部・柴田の日曜のびのび大放送』内のコーナーから派生。2019年7月改編からは、『柴田博のほたるまち旅行社』の放送枠を、土曜日の午後からこの時間帯（9:30 - 9:45）に移動。
- 柴田・西森のゆかいな金曜日 パーソナリティ（2019年10月18日 - 2020年10月2日）
  - 母体番組である『喜多・西森のゆかいな金曜日!』パーソナリティの1人である喜多ゆかり（『おはよう朝日です』の金曜日で長らく共演していた後輩アナウンサー）が、第2子の懐妊に伴って産前産後休暇へ入ることによる措置。喜多の休暇前最後の放送（2019年10月11日）にも、喜多からの引き継ぎを兼ねてゲスト扱いで出演した。
- 柴田・西森のぼちぼち金曜日（2020年10月9日 - 2021年3月26日）
  - 『喜多・西森のゆかいな金曜日!』の後継番組で、西森洋一（モンスターエンジン）とのコンビによるパーソナリティも継続。
- ウラのウラまで浦川です（2022年8月2日)
  - パーソナリティの浦川泰幸（後輩アナウンサー）が発熱で出演を見合わせたことに伴って、パーソナリティ代理を担当。
- 伊藤史隆のラジオノオト（2023年3月2日・3月3日）
  - メインパーソナリティの伊藤史隆（先輩アナウンサー）が朝日放送テレビからの定年退職（2023年3月31日）を前にリフレッシュ休暇を取得したことを受けて、番組のタイトルを変えずにパーソナリティを代行。

プロ野球中継では、阪神戦の実況を担当する機会こそなかったものの、ABCラジオが制作したオリックス・ブルーウェーブ主催の対西武ライオンズ戦JRNライン中継で実況した経験がある。